# Vrij na rotorju
Vrij na rotorju (ang. Retreating Blade Stall - RBS) - natančneje izguba vzgona na kraku rotorja, ki se premika nazaj - je pojav na helikopterjih in drugih rotorskih zrakoplovih, ko pride do odcepitve mejne plasti na nazaj premikajočem kraku (ki ima manjšo relativno hitrost glede na zračni tok) zaradi prevelikega vpadnega kota. 
RBS pojav je glavni faktor, ki omejuje največjo potovalno hitrost helikopterjev na malce čez 200 vozlov (370 km/h). Nekateri žirodini (helikopterji z dodanimi propelerji) lahko potujejo okrog 250 vozlov, žirodini imajo velikokrak tudi majhna krila, ki razbremenijo glavni rotor. Hibridni zrakoplov kot npr. tiltrotorji, v bistvu spremenijo način način delovanja iz helikopterja v propelersko letalo - zato ne pride do vrija.

## Glavni razlogi za vrij na rotorju
- Visoka vzletna teža
- Visoka hitrost
- Nizki obrati
- Visoka višina leta (majhna gostota zraka)
- Ostro/sunkovito obračanje
- Turbulenca